# ريتشارد ووكر
ريتشارد ووكر (بالإنجليزية: Richard Walker)‏ (8 نوفمبر 1977 برمنغهام المملكة المتحدة - ) هو لاعب كرة قدم بريطاني يلعب كمهاجم.

## وصلات خارجية
ريتشارد ووكر على موقع قاعدة بيانات كرة القدم.إي يو (الإنجليزية)
- ريتشارد ووكر على موقع Soccerbase.com (لاعب) (الإنجليزية)
- ريتشارد ووكر على موقع Soccerway.com (الإنجليزية)
- ريتشارد ووكر على موقع عالم كرة القدم.نت (الإنجليزية)